# المپیک تابستانی ۱۹۲۰
المپیک تابستانی ۱۹۲۰ (در انگلیسی: Games of the VII Olympiad) که به‌طور رسمی با نام «بازی‌های المپیاد هفتم» شناخته می‌شود، از ۲۰ آوریل تا ۱۲ سپتامبر ۱۹۲۰ میلادی در شهر آنتورپ، در کشور بلژیک و با حضور ۲٬۶۲۶ ورزشکار زن و مرد از ۲۹ کشور جهان و در ۲۲ رشته ورزشی برگزار شد.

## انتخاب میزبان
کاندیداها:
1.آنتورپ-بلژیک
2.آمستردام-پادشاهی هلند
3.بوداپست-پادشاهی مجارستان (۱۹۲۰–۱۹۴۶)
4.لیون-فرانسه
5.آتلانتا-ایالات متحده آمریکا
6.کلیولند، اوهایو-ایالات متحده آمریکا
7.فیلادلفیا-ایالات متحده آمریکا
8.هاوانا-جمهوری کوبا (۱۹۵۹–۱۹۰۲)

انتخاب: آنتورپ
محل رای گیری: لوزان-سوئیس

## ورزش‌ها
| - ورزش‌های آبی - شیرجه (5) - شنا (10) - واترپلو (1) - تیراندازی با کمان (10) - دو و میدانی (29) - بوکس (8) - دوچرخه‌سواری - جاده (2) - پیست (4) - سوارکاری - درساژ (2) - اونتینگ (1) - پرش نمایشی (2) - Vaulting (2) - شمشیربازی (6) - اسکیت نمایشی (3) - فوتبال (1) |  | - ژیمناستیک - هنری (4) - هاکی روی چمن (1) - هاکی روی یخ (1) - پنج‌گانه مدرن (1) - چوگان (1) - روئینگ (5) - راگبی - راگبی ۱۵ نفره (1) - قایقرانی بادبانی (14) - تیراندازی (21) - تنیس (5) - طناب‌کشی (1) - وزنه‌برداری (5) - کشتی - آزاد (5) - فرنگی (5) |

### ورزش‌های غیررسمی
- کرفبال

## کشورهای شرکت کننده
| - آرژانتین (۱) - استرالیا (۱۳) - بلژیک (۳۳۶) (میزبان) - برزیل (۱۹) - کانادا (۵۳) - شیلی (۲) - چکسلواکی (۱۲۱) - دانمارک (۱۵۴) - مصر (۲۲) - استونی (۱۴) - فنلاند (۶۳) - فرانسه (۳۰۴) - بریتانیای کبیر (۲۳۵) - یونان (۵۷) - هند (۵) - ایتالیا (۱۷۴) - ژاپن (۱۵) - لوکزامبورگ (۲۵) - موناکو (۴) - هلند (۱۱۳) - نیوزیلند (۴) - نروژ (۱۹۴) - پرتغال (۱۳) - آفریقای جنوبی (۳۹) - اسپانیا (۳۲) - سوئد (۲۶۰) - سوئیس (۷۷) - ایالات متحده آمریکا (۲۸۸) - یوگسلاوی (۱۲) |

## جدول مدال‌ها

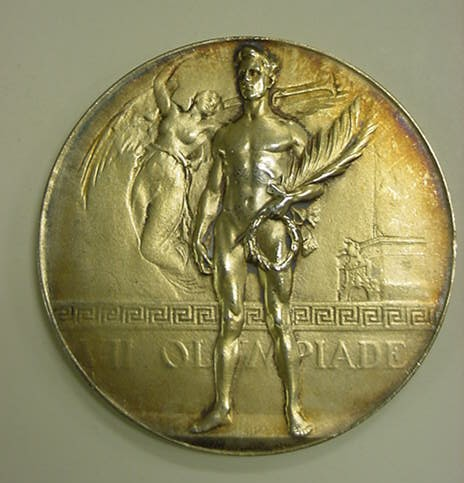
One of the 154 (identical) gold medals awarded at the Games of the VII Olympiad

| رتبه | کشورها              | طلا | نقره | برنز | مجموع |
| ۱    | ایالات متحده آمریکا | ۴۱  | ۲۷   | ۲۷   | ۹۵    |
| ۲    | سوئد                | ۱۹  | ۲۰   | ۲۵   | ۶۴    |
| ۳    | بریتانیای کبیر      | ۱۵  | ۱۵   | ۱۳   | ۴۳    |
| ۴    | فنلاند              | ۱۵  | ۱۰   | ۹    | ۳۴    |
| ۵    | بلژیک (میزبان)      | ۱۴  | ۱۱   | ۱۱   | ۳۶    |
| ۶    | نروژ                | ۱۳  | ۹    | ۹    | ۳۱    |
| ۷    | ایتالیا             | ۱۳  | ۵    | ۵    | ۲۳    |
| ۸    | فرانسه              | ۹   | ۱۹   | ۱۳   | ۴۱    |
| ۹    | هلند                | ۴   | ۲    | ۵    | ۱۱    |
| ۱۰   | دانمارک             | ۳   | ۹    | ۱    | ۱۳    |